# カスコ・ビエホ (ビトリア＝ガステイス)

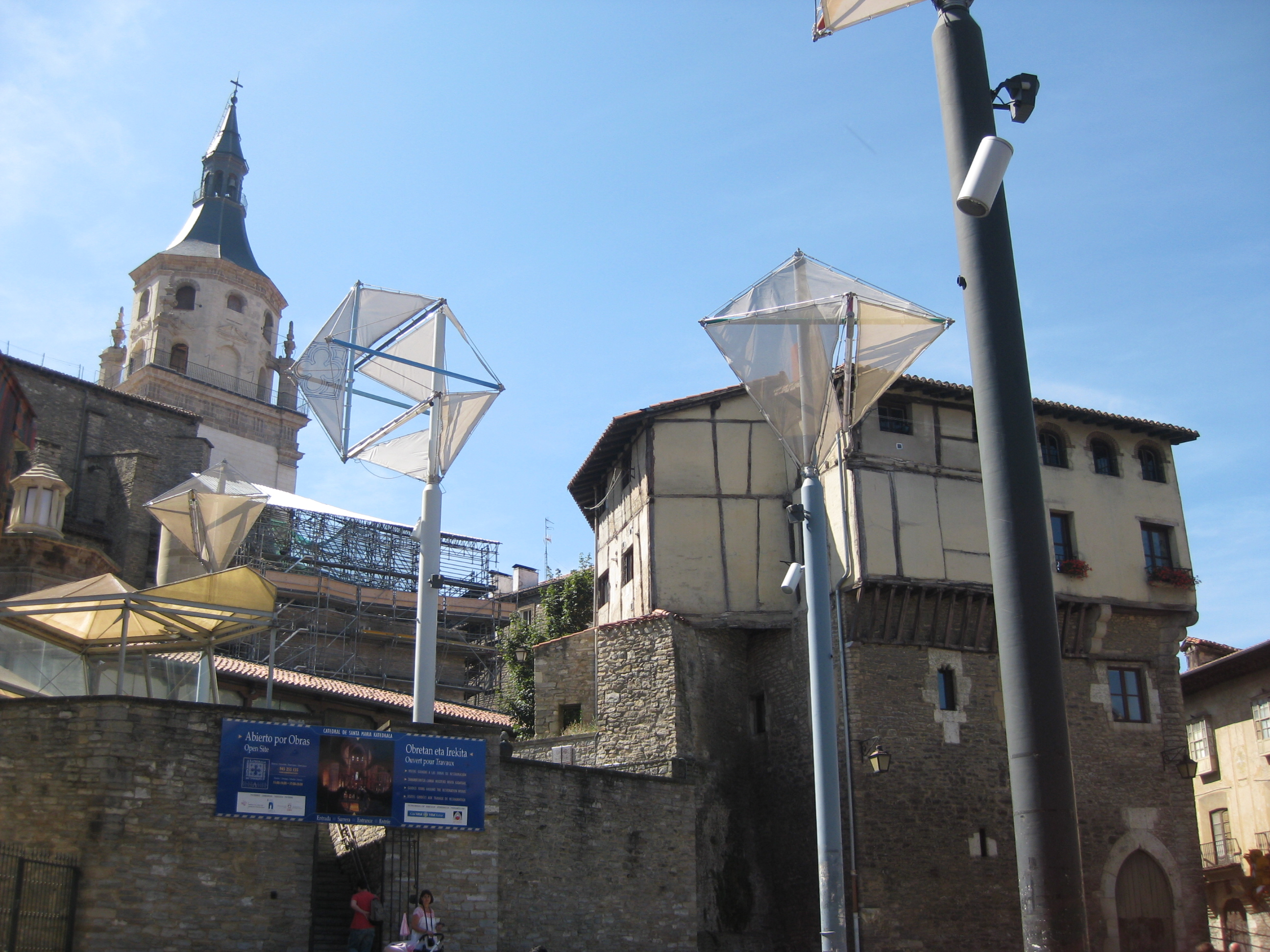
サンタ・マリア大聖堂とウルタード・デ・アンダの塔

カスコ・ビエホ(スペイン語: Casco Viejo)は、スペイン・バスク州アラバ県の県都ビトリア＝ガステイスを構成する区のひとつ。カスコ・ビエホとはスペイン語で「旧市街」という意味であり、ビルバオのカスコ・ビエホ地区やパナマシティのカスコ・ビエホ地区など、スペイン語圏の多くの都市に同名の地区が存在する。行政区分としてではなく単に地域名としてのビトリア＝ガステイスの旧市街を指す際にもカスコ・ビエホが使用されるが、「旧地区」を意味するパルテ・ビエハ(スペイン語: Parte Vieja)もよく使われる。

## 歴史
1181年、ナバーラ王国のサンチョ6世（賢王）によって、現在のカスコ・ビエホ地区にあたる町はヌエバ・ビクトリア(Nueva Victoria)として建設された。1199年にはカスティーリャのアルフォンソ8世の部隊に奪われ、ヌエバ・ビクトリアはカスティーリャ王国に併合された。ヌエバ・ビクトリアは次第に拡大し、1431年にはフアン2世から「市」の称号を得た。19世紀には市街地が狭くなり、区外に向かって市街地拡張が行われた。

## 地理
ビトリア＝ガステイスの中央部に位置する区である。南側でエンサンチェ区と、西側でロバイナ区と、北側でサラマガ区と、東側でエル・アングロ区と接している。中世に建設された城壁の内部に相当し、南北方向の通りが長く、東西方向の通りが短いため、その形状はアーモンドに例えられる。アラバ盆地の中央部にある丘とその斜面に位置し、現代のビトリア＝ガステイスはこの区を中心にして放射状に拡大した。2002年の人口は10,114人だった。

## 名所

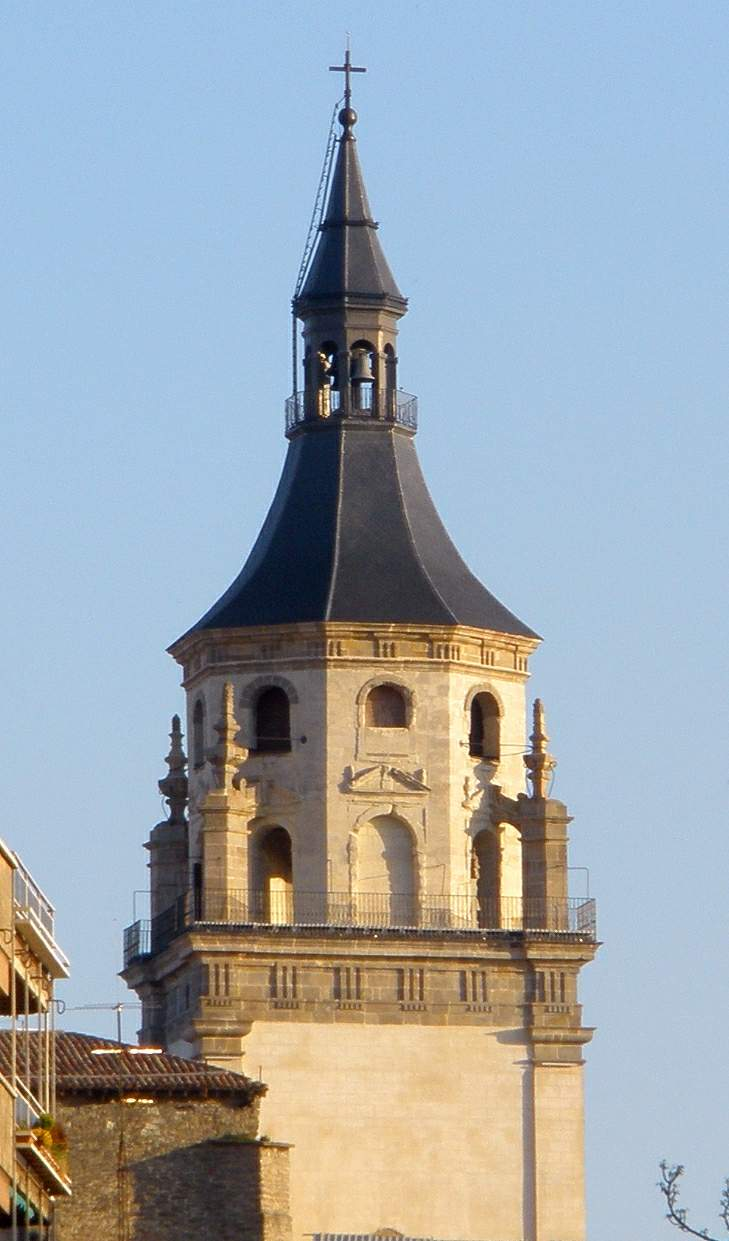
サンタ・マリア大聖堂

カスコ・ビエホ区とその周辺には名所が数多く存在する。
- サンタ・マリア大聖堂（英語版）（旧大聖堂） - 14世紀に建設されたゴシック様式のカテドラル。17世紀には尖塔が付け加えられた。内部にはゴシック絵画・フランドル絵画・ルネサンス絵画の各様式の絵画を持つ礼拝堂があり、ピーテル・パウル・ルーベンスやアンソニー・ヴァン・ダイクなどの絵画が飾られている。以前の修復工事によって被った建物の歪みなど、建築学上の珍妙さなどが世界中の専門家によって研究されており、現在も修復工事中である。
- ドニャ・オチャンダの塔（スペイン語版） - 中世建築の典型。現在は自然科学博物館となっており、自然科学の研究と普及の拠点である。
- ビルヘン・ブランカ広場（旧広場） – 旧市街の象徴的な通りと19世紀の市街地拡張部分を接続する広場。ガラスのベランダを持つ古い家屋に囲まれている。中央部にはビトリアの戦いの勝利を記念するモニュメントが建てられている。
- スペイン広場（新広場） - 1781年に建築家のフスト・アントニオ・デ・オラギベルによって設計され、旧市街と新市街を結んでいるアーチのある広場。現在も建設中である。
- サン・ペドロ・アポストル教会 – 14世紀に建てられたゴシック建築の教会。聖ペテロと聖母マリアの生活の場面を描いたレリーフが飾られている。
- サン・ミゲル・デ・アルカンヘル教会 - 14世紀から16世紀に建てられたゴシック・ルネサンス建築の教会。柱廊にはビトリア＝ガステイスの守護聖人である聖母ブランカの絵が飾られ、内部にはグレゴリオ・フェルナンデスによる祭壇画が飾られている。
- サン・ビセンテ・マルティル教会 - 15世紀から16世紀に建てられた後期ゴシック建築の教会。
- 純潔のマリア大聖堂（新大聖堂） - 20世紀に建設され献堂されたハイゴシック建築のカテドラル。
- コルドン邸 - ゴシック建築の典型。建物は15世紀に建てられたが、13世紀からの尖塔を残している。カトリック両王が滞在し、ハドリアヌス6世はローマ教皇に任ぜられたがここにとどまった。
- モンテエルモーソ文化センター – 修復された16世紀の建物に入っており、かつてはビトリア教区の本部だった。1997年にはかつて貯水タンクだった部分に拡張し、美術展覧会や音楽演奏会などのためのモンテエルモーソ文化センターとなった。
- バスク現代美術館（アルティウム） - 2002年4月26日に開館した。バスク地方とスペインで最高の現代美術館のひとつと考えられている。
- フルニエ・トランプ博物館（スペイン語版） – ベンダーニャ宮殿にある。ビトリア＝ガステイスはカードゲーム製造で知られている。6,000枚のカードが展示されている。
- 考古学博物館 – 16世紀に建てられた木格子の家にある。ドルメン（巨石）、アラバ県で発見された古代ローマ時代の彫刻、中世の出土品などが展示されている。